# Шенковець (Брдовець)
Шенковець (хорв. Šenkovec) — населений пункт у Хорватії, в Загребській жупанії у складі громади Брдовець.

## Населення
Населення за даними перепису 2011 року становило 734 осіб.
Динаміка чисельності населення поселення:

## Клімат
Середня річна температура становить 10,30 °C, середня максимальна – 24,72 °C, а середня мінімальна – -6,46 °C. Середня річна кількість опадів – 1023 мм.
| Клімат поселення                              | Клімат поселення | Клімат поселення | Клімат поселення | Клімат поселення | Клімат поселення | Клімат поселення | Клімат поселення | Клімат поселення | Клімат поселення | Клімат поселення | Клімат поселення | Клімат поселення | Клімат поселення |
| Показник                                      | Січ.             | Лют.             | Бер.             | Квіт.            | Трав.            | Черв.            | Лип.             | Серп.            | Вер.             | Жовт.            | Лист.            | Груд.            |                  |
| Середній максимум, °C                         | 5,93             | 8,00             | 12,27            | 16,76            | 21,72            | 24,72            | 24,03            | 23,35            | 19,28            | 14,21            | 8,39             | 4,48             |                  |
| Середня температура, °C                       | −0,25            | 1,80             | 6,09             | 10,57            | 15,51            | 18,53            | 20,28            | 19,61            | 15,54            | 10,48            | 4,66             | 0,73             |                  |
| Середній мінімум, °C                          | −6,46            | −4,4             | −0,12            | 4,37             | 9,33             | 12,34            | 16,56            | 15,88            | 11,81            | 6,74             | 0,92             | −3               |                  |
| Норма опадів, мм                              | 52               | 53               | 71               | 74               | 86               | 118              | 95               | 97               | 103              | 100              | 101              | 73               |                  |
| Середньомісячна швидкість вітру, м/с          | 1.54             | 1.72             | 2.12             | 2.05             | 1.92             | 1.80             | 1.70             | 1.53             | 1.50             | 1.52             | 1.62             | 1.61             |                  |
| Середньомісячна сонячна радіація, кДж/м²·день | 4066             | 6810             | 10378            | 14784            | 18903            | 20740            | 21578            | 18868            | 13801            | 8520             | 4491             | 3272             |                  |
| --------------------------------------------- | ---------------- | ---------------- | ---------------- | ---------------- | ---------------- | ---------------- | ---------------- | ---------------- | ---------------- | ---------------- | ---------------- | ---------------- | ---------------- |
| Джерело:                                      |                  |                  |                  |                  |                  |                  |                  |                  |                  |                  |                  |                  |                  |